# Удивительная миссис Холлидэй
«Удивительная миссис Холлидэй» (англ. The Amazing Mrs. Holliday)  — американский трагикомедийный фильм 1943 года, снятый режиссёром Брюсом Мэннингом по оригинальной истории Сони Левин при участии Дины Дурбин, Эдмонда О'Брайена, Барри Фицджеральда и других актёров.

## Сюжет
Вторая мировая война. Японская армия вторгается на территорию Китая. Безопасность не гарантируется никому. Юная девушка Рут вместе с девятью сиротами отправляется в США. Ей приходится идти на обман ради спасения детей. Но долго ли ей удастся сохранять свою тайну. Да и так ли уж прочна завеса лжи во спасение.
Их пароход «Толлар» торпедирован и затоплен в Тихом океане. Вместе с моряком Тимоти Блейком они — единственные пассажиры, выжившие после атаки врага. Их забирает пароход «Вестония» и доставляет в Сан-Франциско, где иммиграционные власти сообщают Рут, что сироты будут удерживаться до тех пор, пока на каждого ребёнка не будет выплачен залог в размере 500 долларов.
Не имея собственных денег, Рут и Тимоти отправляются в дом коммодора Томаса Спенсера Холлидэя, богатого владельца их затонувшего грузового корабля, который погиб во время торпедной атаки. Когда они обращаются за финансовой помощью для сирот, семья коммодора отказывает. Отчаявшись помочь детям, Тимоти рассказывает семье коммодора, что Рут  и коммодор поженились на борту «Толлара» до того, как он подвергся нападению. Когда на карту поставлено будущее детей, Рут неохотно идёт на обман.

## В ролях
- Дина Дурбин — Рут Кирк Холлидэй
- Эдмонд О'Брайен — Том Холлидэй
- Барри Фицджеральд — Тимоти
- Артур Тичер — Хендерсон
- Гарри Дэвенпорт —  коммандор Томас Спенсер Холлидэй
- Грант Митчелл  — Эдгар Холлидэй
- Фрида Инескорт — Карен Холлидэй
- Элизабет Рисдон — Луиза Холлидэй
- Джонатан Хейл — Фергюсон
- Филип Ан — майор Чинг
- Джон Ф. Хэмилтон — доктор Кирк
- Эстер Дейл — Люси
- Ирвинг Бейкон — билетёр (в титрах не указан)

## Съёмки
Первоначально приглашённый на режиссёрский пост Жан Ренуар после 47 дней съёмок покинул  проект и был заменён на Брюса Мэннинга. По официальной версии,  француз откровенно отставал от графика. Сам же Ренуар утверждал, что был вынужден уйти из-за обострившихся проблем со здоровьем.

## Саундтрек
В исполнении Дины Дурбин в фильме звучат песни Mong Djang Nu (A Chinese Lullaby), The Old Refrain, Mighty Lak' a Rose, Vissi d'arte, Rock-a-bye Baby.

## Награды и номинации
Лучшая музыка (саундтрек к драматическому или комедийному фильму)
- Фрэнк Скиннер и Ханс Дж. Сэлтер — номинация